# Petrovo (Slovacchia)
Petrovo (in ungherese Pétermány) è un comune della Slovacchia facente parte del distretto di Rožňava, nella regione di Košice.